# Hechos 4

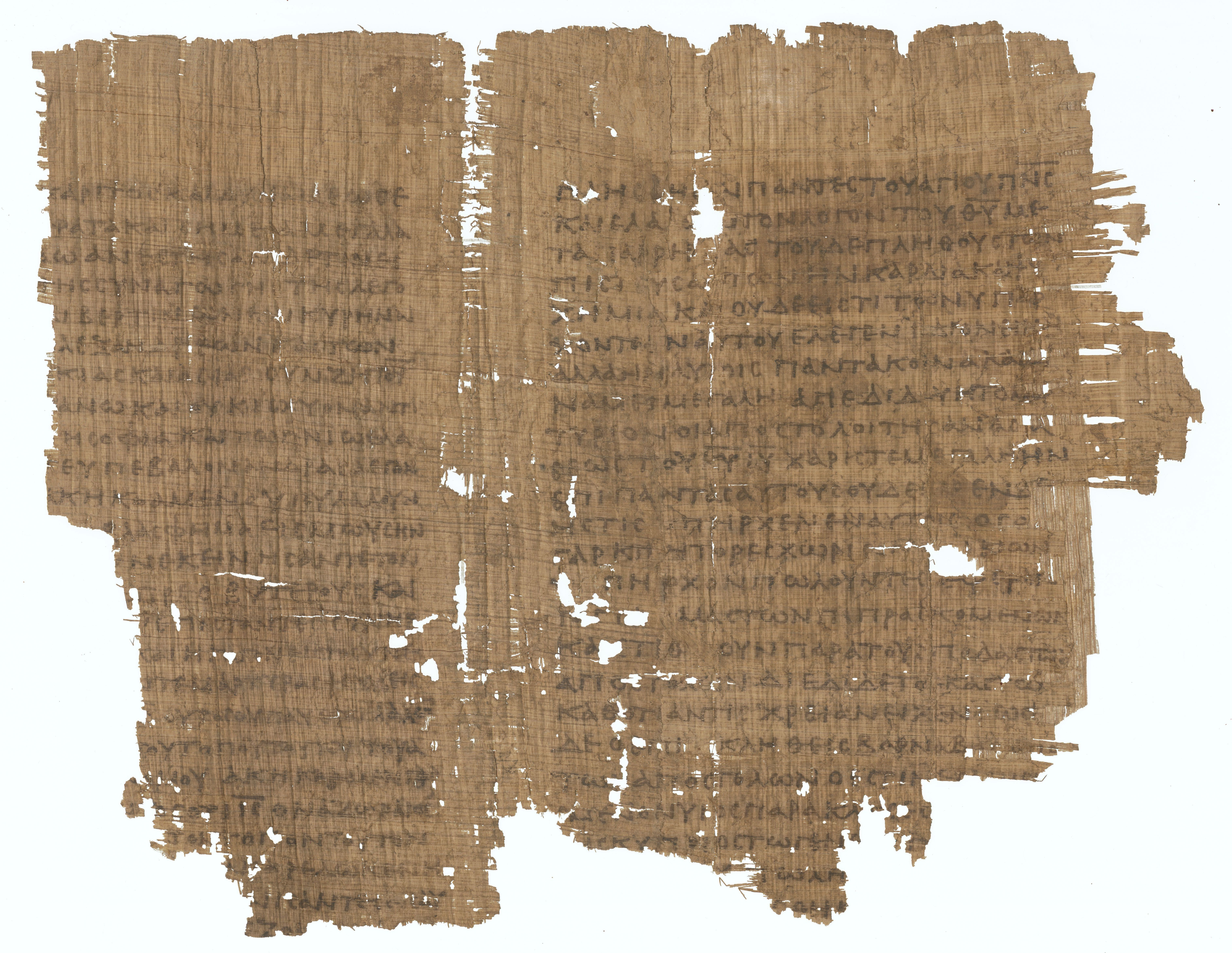
Hechos 4:31-37; 6:8-15 en el lado recto del Papiro 8 (siglo IV).

Hechos 4 es el cuarto capítulo de los Hechos de los Apóstoles del Nuevo Testamento de la Cristiana Biblia. El libro que contiene este capítulo es anónimo, pero la tradición cristiana primitiva afirmaba que Lucas compuso este libro, así como el Evangelio de Lucas. Este capítulo recoge el arresto y posterior liberación de los apóstoles por parte del Sanedrín tras una curación de Simón Pedro y su predicación en el Pórtico de Salomón en el Temple de Jerusalén.

## Texto
El texto original fue escrito en griego koiné. Este capítulo está dividido en 37 Versículos.

### Testigos textuales
Algunos manuscritos tempranos que contienen el texto de este capítulo son:
- Codex Vaticanus (325-350 d. C.)
- Codex Sinaiticus (330-360)
- Papiro 8 (siglo IV; existen los Versículos 31-37)[3]
- Codex Bezae (~400)
- Codex Alexandrinus (400-440)
- Codex Ephraemi Rescriptus (~450; existen los Versículos 1-2)
- Codex Laudianus (~550)